# Final Story
Final Story ist eine Schweizer Metalcore-Band aus dem Kanton Aargau, die 2010 gegründet wurde. Die Band spielt eine Mischung aus Metalcore, progressiven Rock-Elementen und Einflüssen aus der Popkultur. Zu ihren musikalischen Vorbildern zählen Bands wie Bring Me the Horizon, blessthefall und We Came as Romans.

## Geschichte

### Entstehung (2010)
Die Ursprünge von Final Story gehen auf eine Begegnung am Lagerfeuer während einer Geburtstagsfeier eines gemeinsamen Freundes zurück. Kevin Schärer, Mathias Sax und David Mele lernten sich dort kennen und tauschten sich über ihre musikalischen Vorlieben und Visionen aus. Alle drei waren zuvor in verschiedenen musikalischen Projekten aktiv gewesen:
- Kevin Schärer und Mathias Sax spielten in der Ska-Band Skabartig, einem Schulprojekt, in dem Mathias als Trompeter auftrat. Skabartig nahm 2008 am Bandcontest bandXAargau teil, wo Mathias und Kevin Bühnenerfahrungen sammelten.
- David Mele war Teil der Punkrock-Band Source of Life, einem weiteren Schulprojekt, das sich durch Einflüsse von System of a Down, Linkin Park und Punkrock-Coverversionen bekannter Popsongs auszeichnete. Darüber hinaus spielte David in der Alternative-Rock-Band dotcom, die später unter dem Namen Framer bekannt wurde. Mit dotcom sammelte David Bühnenerfahrung und hatte erste professionelle Studioaufnahmen gemacht.

Die Erfahrung aus dotcom sowie die Bühnenerfahrung von Mathias und Kevin aus Skabartig erleichterten Final Story den Einstieg in Live-Auftritte und professionelle Aufnahmen. Nach der Lagerfeuer-Begegnung fanden wenige Wochen später erste Proben statt, bei denen neue Songs und bestehende Ideen ausgearbeitet wurden. Mit Olivier Strub (Gitarre) und Flavio Schärer (Schlagzeug), Kevins Bruder, war die Band vollständig und wurde unter dem Namen Final Story gegründet.

### Erste Jahre undHopefully This Will End Well(2011–2012)
Die Band begann 2011, an eigenen Songs zu arbeiten, die 2012 auf ihrer Debüt-EP Hopefully This Will End Well veröffentlicht wurden. Diese wurde von Lars Christen co-produziert. Die EP zeigt die stilistische Bandbreite der Band, darunter die Ballade Nothing Lasts Forever, die die emotionale Seite der Gruppe beleuchtet. Kurz vor der Veröffentlichung verließ Flavio Schärer die Band, um seine Karriere als Veranstaltungstechniker zu verfolgen. Er kehrte später als Live-Mischer zurück. Daniel Baumgartner trat als neuer Schlagzeuger bei und wurde mit der Veröffentlichung der EP festes Mitglied der Band.
Das Musikvideo zu Is Your Knee Alright? It Touched My Head!, ebenfalls 2012 veröffentlicht, verschaffte der Band zusätzliche Aufmerksamkeit in der lokalen Metalcore-Szene.

### Carpathia– Besetzungswechsel und Albumproduktion (2013–2015)
Nach ihrer ersten EP begann die Band mit der Produktion ihres Debütalbums Carpathia. Während dieser Phase kam es zu einem Besetzungswechsel: Olivier Strub verließ die Band, und Raffaele Uccella stieß als neuer Gitarrist hinzu. Mit ihm veröffentlichte die Band 2014 die Single Take Me Away, die unter Mitwirkung von Tommy Vetterli (bekannt für Coroner und Eluveitie) und James Paul Wisner (bekannt für Paramore und Dashboard Confessional) entstand.
Das Album Carpathia, 2015 veröffentlicht, wurde von Sascha Maksimov co-produziert und von Christoph Wieczorek von der deutschen Band Annisokay gemixt und gemastert. Es erschien über Redfield Digital und thematisiert Verlust, Angst und das Überwinden persönlicher Krisen. Der Albumtitel bezieht sich auf das Rettungsschiff RMS Carpathia und symbolisiert „Rettung“ und neue Perspektiven. Mit Carpathia konnte sich Final Story international etablieren und spielte erstmals auf größeren Festivalbühnen.

### Russland-Tour undRecreations(2017)
2017 absolvierte Final Story ihre erste Russland-Tour, die einen Neuanfang markierte. Nach dem Ausstieg von Raffaele Uccella entschied sich die Band, als Vierer-Besetzung weiterzumachen. Die Tour festigte nicht nur ihre internationale Präsenz, sondern auch den neuen Bandzusammenhalt.
Im selben Jahr veröffentlichte die Band die Akustik-EP Recreations, auf der sie Songs aus ihrem Album Carpathia neu interpretierten. Die EP zeigt, dass Final Story auch abseits aggressiver Gitarren und heftiger Breakdowns performen kann. Die Akustikversionen konzentrieren sich auf Gitarren, Gesang und Perkussion.

### Savaged Soulund kreative Pause während der Pandemie (2018–heute)
2020 erschien das zweite Studioalbum Savaged Soul, co-produziert von Sascha Maksimov und gemixt sowie gemastert von Christoph Wieczorek. Das Album enthält den Song Bulletproof, bei dem der Rap-Künstler Bear5k als Gast mitwirkte. Dieser Song wurde ein fester Bestandteil ihrer Live-Auftritte und wurde 2022 auf der Eiger Stage des Greenfield Festivals gemeinsam mit Bear5k performt.
Mit der Pandemie wurde Redfield Digital aufgelöst, und die Band wechselte zu Redfield Records. Während der Pandemie verzögerte sich die Live-Umsetzung von Savaged Soul erheblich. Diese Zeit führte zu einer kreativen Pause und familiären Veränderungen, die die Band neu ausrichteten. Seit 2024 produziert die Band ihre Songs komplett in Eigenregie, wobei Christoph Wieczorek weiterhin das Mixing und Mastering übernimmt. Diese neue kreative Freiheit führte zur Veröffentlichung der Single Untamable, die einen weiteren Neuanfang markiert.

## Live-Auftritte
Final Story hat weit über hundert Live-Auftritte absolviert. Ihre Festivalauftritte umfassen das Greenfield Festival (2016 auf der Jungfrau Stage und 2022 auf der Eiger Stage) sowie das Riverside Festival 2023. Im Laufe der Jahre spielten sie mit internationalen Acts wie Eluveitie, blessthefall, Of Mice & Men und Caskets.

## Trivia
Der Bandname Final Story symbolisiert die Idee, dass jedes Album und jede Phase in der Entwicklung der Band als abgeschlossenes Kapitel betrachtet wird. Mit jedem neuen Kapitel schreibt die Band ihre Geschichte neu.

## Songwriting
Seit der Gründung der Band liegen die Songwriting-Credits für alle Songs bei Mathias Sax und Kevin Schärer. Sascha Maksimov, Lars Christen und andere trugen als Co-Produzenten zur Umsetzung bei.

## Diskografie
- 2012: Hopefully This Will End Well (EP)
- 2015: Carpathia (Album)
- 2017: Recreations (Acoustic EP)
- 2020: Savaged Soul (Album)